# Peixos
|  | Aquest article tracta sobre un tipus d'animals. Vegeu-ne altres significats a «Peix (desambiguació)». |

Els peixos són animals craniats de vida aquàtica que tenen brànquies i manquen d'extremitats amb dits. Inclouen les mixines, les llamprees, els peixos cartilaginosos, els peixos ossis i els seus parents extints. Un 95% de les espècies actuals són peixos d'aletes radiades o actinopterigis i, alhora, un 99% d'aquests són teleostis.
Els primers organismes que es poden considerar peixos eren cordats de cos tou que aparegueren durant el període Cambrià. Encara que mancaven de columna vertebral, el notocordi els permetia superar els invertebrats en agilitat. Els peixos anaren evolucionant i diversificant-se tot al llarg del Paleozoic. Un bon grapat d'espècies d'aquesta era desenvoluparen una cuirassa externa per protegir-se dels depredadors. Els primers peixos amb mandíbules sorgiren durant el període Silurià i molts d'ells (com ara els taurons) passaren de ser preses d'artròpodes a esdevenir temibles depredadors marins.
La majoria dels peixos són ectoterms (animals de sang freda), cosa que els permet ajustar la temperatura corporal als canvis de temperatura del medi que els envolta, tot i que alguns dels nedadors actius de grans dimensions, com ara el tauró blanc i els tunninis, són capaços de mantenir una temperatura central més alta.
Els peixos formen un grup parafilètic, és a dir, un calaix de sastre definit per l'exclusió d'un tàxon (els tetràpodes) d'un altre de major (els vertebrats), i no per la possessió de característiques derivades comunes. Com és propi dels primers vertebrats, són aquàtics i, a diferència del que s'observa en els tetràpodes, la respiració es produeix per brànquies (excepte els dipnous o peixos pulmonats, que fan ús d'un principi de pulmó) situades en clivelles de la faringe. La locomoció es basa en una forma hidrodinàmica, amb moviments laterals del cos auxiliats per extremitats que són aletes. El grup és molt heterogeni i inclou formes tan dispars com les lamprees, els taurons o les tonyines, totalitzant prop de 30.000 espècies. L'especialitat de la zoologia que s'ocupa específicament dels peixos es diu «ictiologia».
Els peixos mostren signes d'intel·ligència.

## Classificació i filogènesi
El grup dels peixos és parafilètic i es defineix com tots els vertebrats que no són tetràpodes, és a dir, per l'exclusió d'un tàxon (els tetràpodes) d'un altre major (els vertebrats), i no per la possessió de característiques derivades comunes (apomorfies). Les espècies actuals pertanyen a tres grups (de vegades considerats classes, de vegades superclasses):
- Àgnats o peixos sense mandíbules, que inclou unes poques espècies actuals (llampreses i mixines). És un grup parafilètic.
- Condrictis o peixos cartilaginosos, que inclouen a taurons, rajades i quimeres, caracteritzats per posseir fenedures branquials visibles externament i un esquelet compost només de cartílag. Són un grup de vertebrats molt basals, però amb molt èxit evolutiu, ja que els taurons són animals antiquíssims que no han canviat gaire des del seu origen.
- Osteïctis o peixos ossis, amb esquelet calcificat i brànquies protegides per un opercle. És un grup parafilètic. Al seu torn se subdivideixen en:
  - Actinopterigis: peixos ossis d'aletes amb radis.
  - Sarcopterigis: peixos ossis amb aletes lobulades. Són el grup germà dels tetràpodes (vertebrats proveïts de quatre potes); els primers amfibis es van originar a partir de sarcopterigis primitius.

El següent cladograma mostra les relacions filogenètiques dels diferents grups de peixos i d'aquests amb els tetràpodes:
|              | Conodonta†                                             |
|              |                                                        |
| Cyclostomata | \| \| Myxini \| \| \| \| \| \| Hyperoartia \| \| \| \| |
|              | \| \| Myxini \| \| \| \| \| \| Hyperoartia \| \| \| \| |
|              | Myxini                                                 |
|              |                                                        |
|              | Hyperoartia                                            |
|              |                                                        |

|  | Myxini      |
|  |             |
|  | Hyperoartia |
|  |             |

|  | Sarcopterygii               |
|  |                             |
|  | \| \| Tetrapoda \| \| \| \| |
|  |                             |
|  | Tetrapoda                   |
|  |                             |

|  | Tetrapoda |
|  |           |

|  | Sarcopterygii               |
|  |                             |
|  | \| \| Tetrapoda \| \| \| \| |
|  |                             |
|  | Tetrapoda                   |
|  |                             |

|  | Tetrapoda |
|  |           |

|  | Sarcopterygii               |
|  |                             |
|  | \| \| Tetrapoda \| \| \| \| |
|  |                             |
|  | Tetrapoda                   |
|  |                             |

|  | Tetrapoda |
|  |           |

|  | Sarcopterygii               |
|  |                             |
|  | \| \| Tetrapoda \| \| \| \| |
|  |                             |
|  | Tetrapoda                   |
|  |                             |

|  | Tetrapoda |
|  |           |

|  | Sarcopterygii               |
|  |                             |
|  | \| \| Tetrapoda \| \| \| \| |
|  |                             |
|  | Tetrapoda                   |
|  |                             |

|  | Tetrapoda |
|  |           |

|  | Sarcopterygii               |
|  |                             |
|  | \| \| Tetrapoda \| \| \| \| |
|  |                             |
|  | Tetrapoda                   |
|  |                             |

|  | Tetrapoda |
|  |           |

|  | Sarcopterygii               |
|  |                             |
|  | \| \| Tetrapoda \| \| \| \| |
|  |                             |
|  | Tetrapoda                   |
|  |                             |

|  | Tetrapoda |
|  |           |

|  | Sarcopterygii               |
|  |                             |
|  | \| \| Tetrapoda \| \| \| \| |
|  |                             |
|  | Tetrapoda                   |
|  |                             |

|  | Tetrapoda |
|  |           |

|              | Conodonta†                                             |
|              |                                                        |
| Cyclostomata | \| \| Myxini \| \| \| \| \| \| Hyperoartia \| \| \| \| |
|              | \| \| Myxini \| \| \| \| \| \| Hyperoartia \| \| \| \| |
|              | Myxini                                                 |
|              |                                                        |
|              | Hyperoartia                                            |
|              |                                                        |

|  | Myxini      |
|  |             |
|  | Hyperoartia |
|  |             |

|  | Sarcopterygii               |
|  |                             |
|  | \| \| Tetrapoda \| \| \| \| |
|  |                             |
|  | Tetrapoda                   |
|  |                             |

|  | Tetrapoda |
|  |           |

|  | Sarcopterygii               |
|  |                             |
|  | \| \| Tetrapoda \| \| \| \| |
|  |                             |
|  | Tetrapoda                   |
|  |                             |

|  | Tetrapoda |
|  |           |

|  | Sarcopterygii               |
|  |                             |
|  | \| \| Tetrapoda \| \| \| \| |
|  |                             |
|  | Tetrapoda                   |
|  |                             |

|  | Tetrapoda |
|  |           |

|  | Sarcopterygii               |
|  |                             |
|  | \| \| Tetrapoda \| \| \| \| |
|  |                             |
|  | Tetrapoda                   |
|  |                             |

|  | Tetrapoda |
|  |           |

|  | Sarcopterygii               |
|  |                             |
|  | \| \| Tetrapoda \| \| \| \| |
|  |                             |
|  | Tetrapoda                   |
|  |                             |

|  | Tetrapoda |
|  |           |

|  | Sarcopterygii               |
|  |                             |
|  | \| \| Tetrapoda \| \| \| \| |
|  |                             |
|  | Tetrapoda                   |
|  |                             |

|  | Tetrapoda |
|  |           |

|  | Sarcopterygii               |
|  |                             |
|  | \| \| Tetrapoda \| \| \| \| |
|  |                             |
|  | Tetrapoda                   |
|  |                             |

|  | Tetrapoda |
|  |           |

|  | Sarcopterygii               |
|  |                             |
|  | \| \| Tetrapoda \| \| \| \| |
|  |                             |
|  | Tetrapoda                   |
|  |                             |

|  | Tetrapoda |
|  |           |

Noteu com els sarcopterigis estan més estretament emparentats amb els tetràpodes (vertebrats amb quatre potes) que amb la resta de peixos.

## Origen i evolució

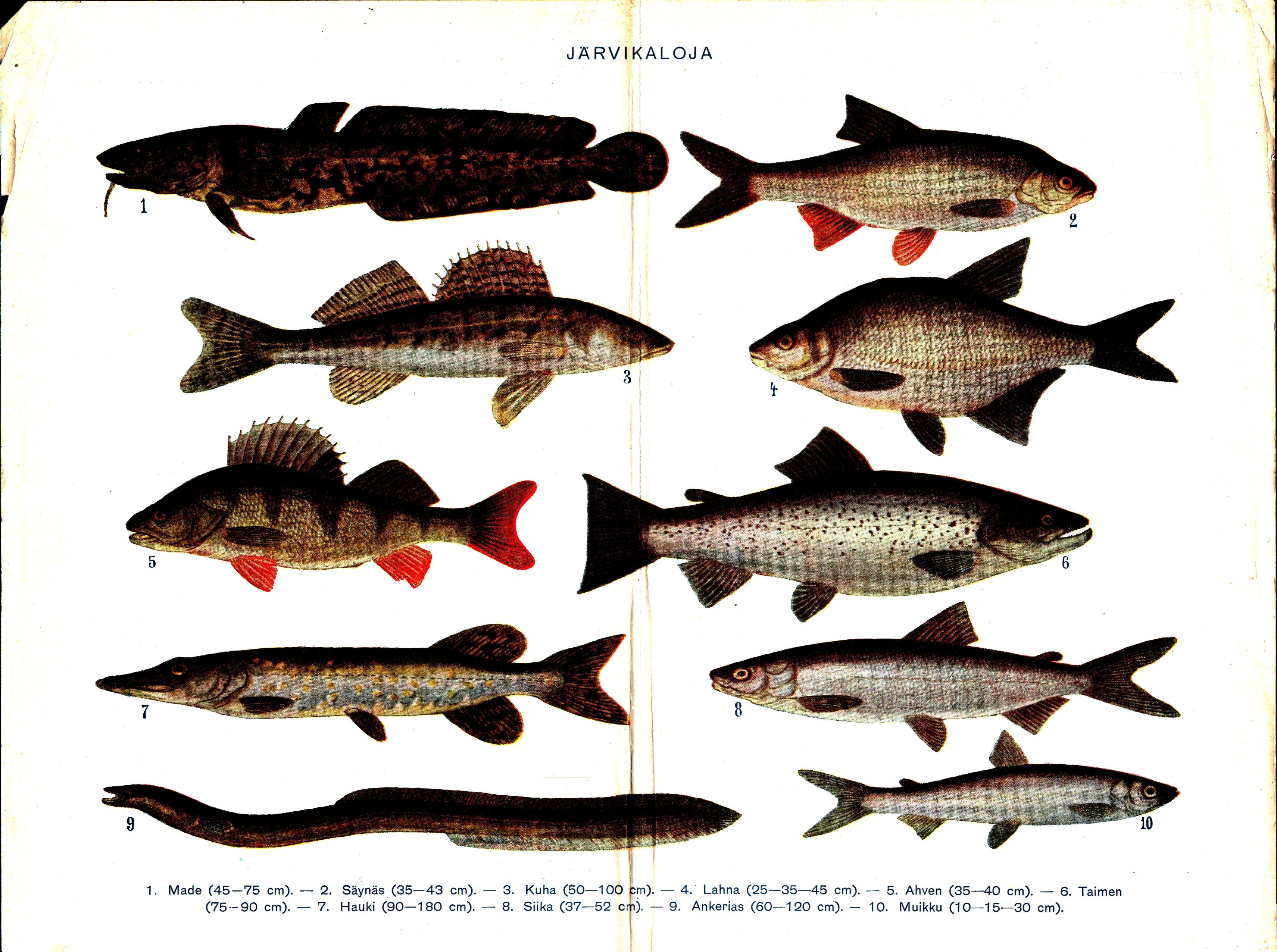
Peixos d'aigua dolça

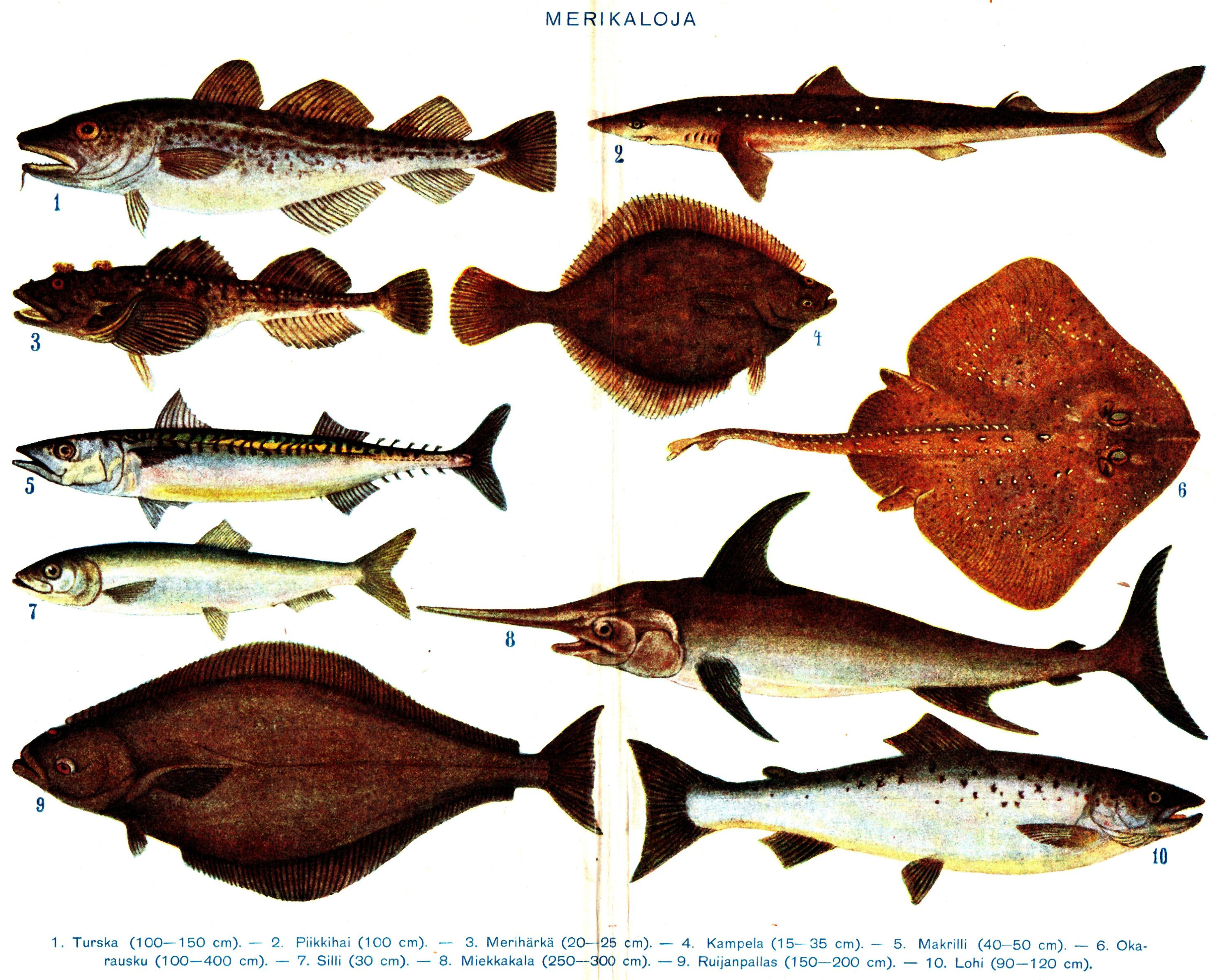
Peixos d'aigua salada

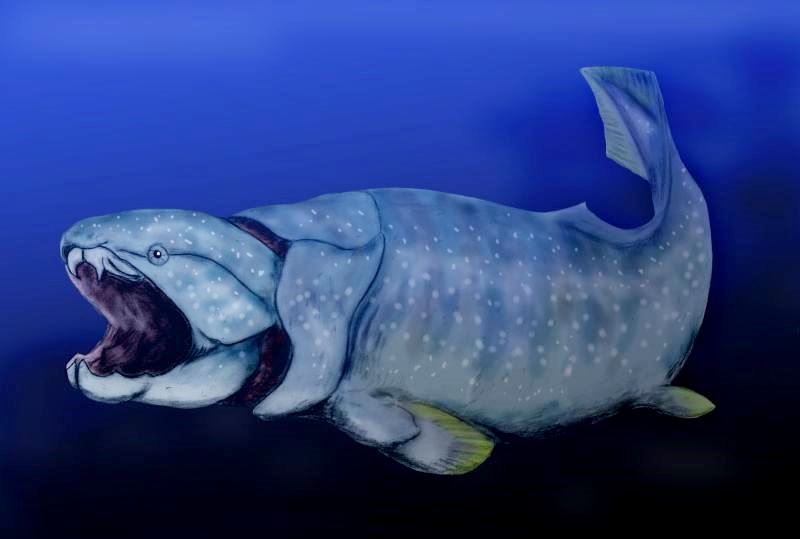
Dunkleosteus terrelli, peix fòssil del Devonià que podia assolir 10 m de longitud.

Els peixos es van originar a partir de cordats primitius cap al començament del Cambrià. No se sap del cert on fixar exactament el seu origen; el grup més primitiu dels peixos, els àgnats (que no posseeixen mandíbules), comprèn, segons la majoria de les classificacions, les llamprees i els mixines, però aquests últims, segons alguns científics, no són veritables vertebrats, ja que les llamprees tenen unes característiques que comparteixen d'una manera o una altra amb la resta de vertebrats i que no comparteixen amb els mixines.
La gran majoria de les espècies de peixos avui existents pertanyen a dos grups (de vegades considerats classes, de vegades superclasses): els peixos cartilaginosos, que inclouen taurons, rajades, peixos serra i quimeres, caracteritzats per tenir clivelles branquials externament visibles i un esquelet compost només de cartílag; i els osteïctis, amb esquelet ossi i brànquies protegides mitjançant un opercle. Moltes diferències morfològiques, anatòmiques i fisiològiques diferencien ambdós grups. Els osteïctis són un grup de vertebrats molt primitius, però molt reeixits evolutivament, ja que els taurons són animals molt antics que no han canviat gaire des del seu origen i que avui en dia segueixen sent un grup molt ben adaptat al món.
Els vertebrats terrestres (tetràpodes) es van diferenciar a partir de peixos emparentats amb el latimèria o els peixos pulmonats, i algunes de les primeres formes estan a mitjan camí entre el nostre concepte de peix i el d'amfibi.
Els peixos així com altres organismes aquàtics poden classificar-se ecològicament per la seva tolerància a diferents salinitats, en eurihalins o estenohalins, així com per altres aspectes de la seva adaptació.

## Anatomia

### Morfologia

Anatomia externa de l'espècie Lampanyctodes hectoris: (1) - opercle, (2) - línia lateral, (3) - aleta dorsal, (4) - aleta adiposa, (5) - peduncle caudal, (6) - aleta caudal, (7) - aleta anal, (8) - fotòfors, (9) - aletes pelvianes (per parells), (10) - aletes pectorals (per parells)

Els peixos tenen forma fusiforme i hidrodinàmica perquè han adaptat la seua morfologia al medi aquàtic i així ofereix la mínima resistència a l'hora d'avançar per l'aigua. La major part dels peixos primitius ja tenien aquesta forma, mentre que els peixos actuals poden presentar modificacions d'aquesta forma comuna d'acord amb l'hàbitat preferent, l'alimentació, la forma de vida, etc. Així, el cos pot estar comprimit lateralment, on l'eix transversal és menor que el vertical (present a la gran majoria de peixos) o deprimit dorsoventralment (com en el cas del rap i de les rajades). Els peixos plans (pleuronectiformes), encara que tenen el cos comprimit lateralment, el tenen asimètric, descansen damunt un dels dos costats i, a simple vista, sembla que el tenen deprimit dorsoventralment. Això els permet enganxar-se del tot al fons i els serveix de vigilància i de camuflatge de protecció alhora. Els seus músculs, de forma longitudinal i molt desenvolupats, els proporcionen una natació persistent i lenta. Una altra variant és el cos en forma de cinta, extremadament llarg i amb l'eix vertical molt més llarg que el transversal. També hi ha altres formes: serpentiformes, irregulars (cavallet de mar), amb diverses estructures morfològiques (pínnules, carenes, aletes modificades en òrgans adherents, etc.), etc.
Una forma hidrodinàmica (fusiforme, allargada, amb els extrems aguts i amb l'eix longitudinal major que el vertical i l'horitzontal) és pròpia dels bons nedadors. Els peixos avancen gràcies a un moviment que comença en el terç anterior del tronc i es propaga, sense interrupció, fins a l'aleta caudal. Aquest moviment es veu ajudat per la bufeta natatòria (tot i que no totes les espècies en tenen), la qual pot suspendre el peix en l'aigua encara que no hi hagi cap moviment.
Els peixos pelàgics presenten diverses estructures que faciliten la natació a gran velocitat. Les aletes dorsals i les pectorals es poden replegar dins solcs per evitar el fregament i en el peduncle caudal apareixen pínnules (darrere l'aleta dorsal i l'anal) i carenes laterals que serveixen per estabilitzar.

### Esquelet

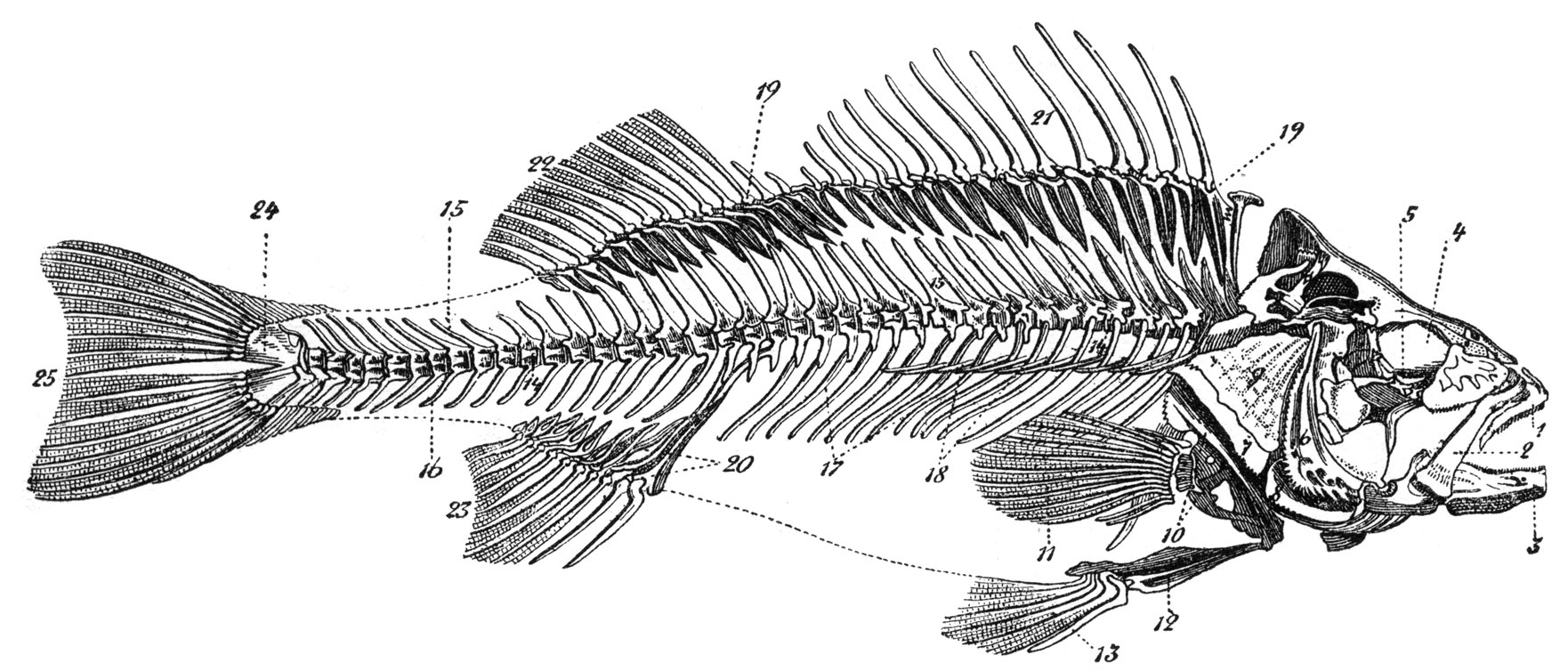
Esquelet de Perca fluviatilis

Els peixos, com tots els vertebrats, tenen un esquelet que confereix forma i solidesa al cos. En el cas del peix inclou un eix dorsal, el crani i les extremitats. La base d'aquest eix, el component rígid del qual és la columna vertebral, és el cordó dorsal entorn del qual s'ha desenvolupat aquella. La columna vertebral es compon d'un nombre variable de vèrtebres unides entre si. En el centre de les vèrtebres hi ha un orifici pel qual passa el sistema nerviós central, incloent-hi la medul·la espinal.
El crani del peix consta de molts ossets i l'esquelet de les extremitats està compost per les aletes: el de les imparells està unit directament a la columna vertebral i sostingut per ella. Les aletes parells (pectorals i pèlviques), en canvi, posseeixen la seua pròpia estructura esqueletal de suport, tancat en els músculs del tronc, i només estan unides d'una manera lliure amb l'esquelet central.

### Musculatura
Ocupa la major part del cos del peix. La dels costats del tronc serveix per a la locomoció, s'empra al màxim, està ben desenvolupada, s'estén des del clatell fins a l'arrel de l'aleta caudal i forma dos feixos iguals situats a ambdós costats de la columna vertebral. Els músculs es componen de nombrosos segments successius units entre si sense sutura, com en paquets. De la musculatura del tronc s'ha desenvolupat també la de les aletes: es compon de dos músculs principals que produeixen l'extensió i contracció de les aletes.

### Aletes

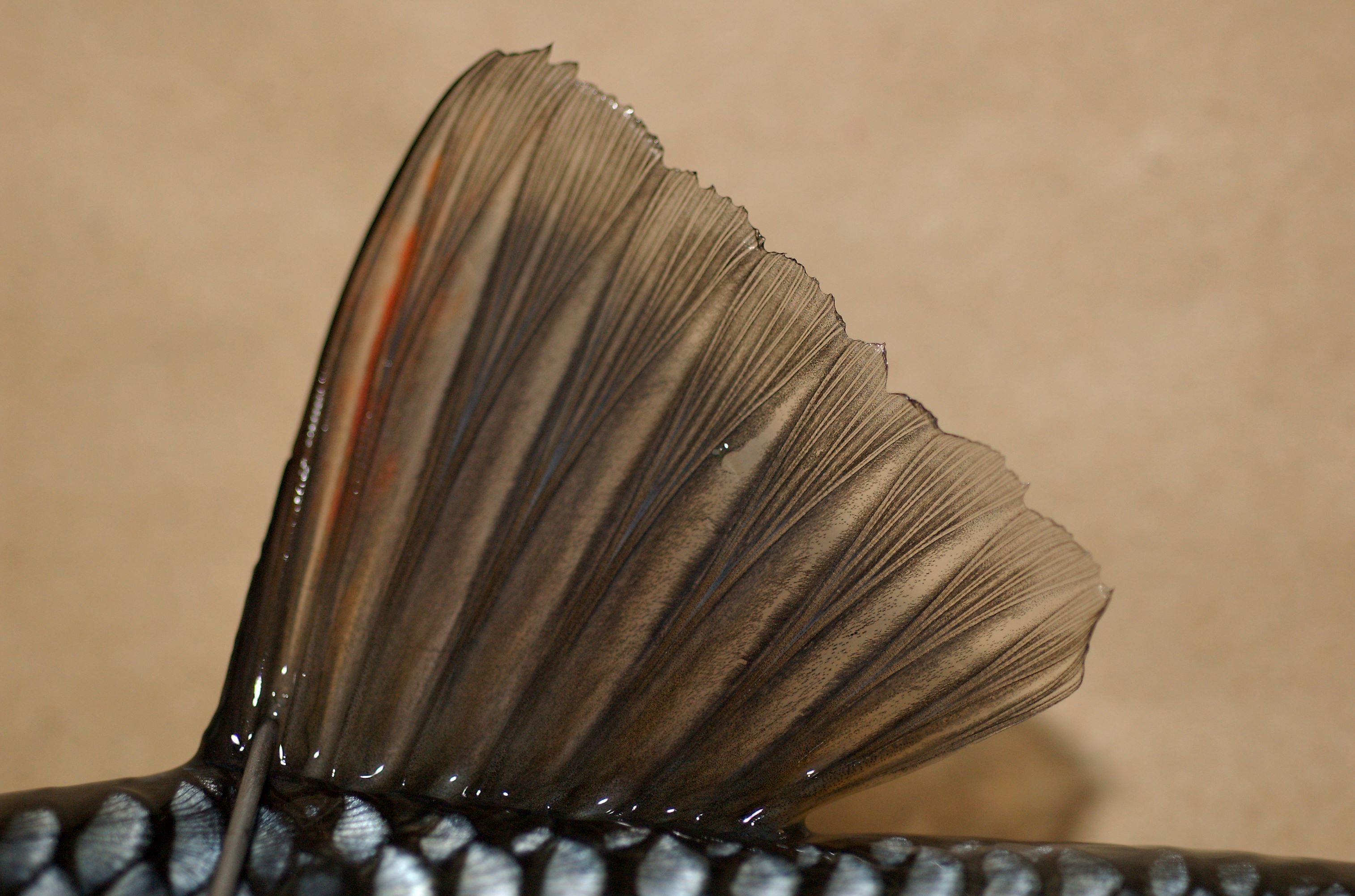
Aleta dorsal de la bagra (Leuciscus cephalus)

Els peixos empren les aletes per a impulsar-se, guiar-se i frenar el seu moviment cap endavant. Les aletes són plecs epitelials armats sobre radis durs o segments. Els durs són realment rígids i es denominen espinosos. Els segments, a més d'ésser flexibles, es ramifiquen més o menys a prop de la vora de l'aleta i es denominen radis tous. Es poden moure's des del tronc, ja que tenen en la base dos grups de músculs que permeten als peixos plegar-les, desplegar-les i emprar-les per a guiar-se i fer diferents moviments.
N'hi ha de dos tipus: parells i imparells, és a dir, d'un tipus d'aleta té dues i d'un altre una sola. Són imparells la dorsal, la caudal i l'anal, mentre que les pèlviques i les pectorals són parells. La posició de les parells pot ésser diferent segons les famílies o espècies de peixos a considerar, sobretot les pèlviques, ja que poden estar desplaçades cap endarrere (posició abdominal) o bé cap endavant (toràcica o, fins i tot, jugular). Algunes espècies manquen d'aquest darrer tipus d'aletes.

### Pelliescates

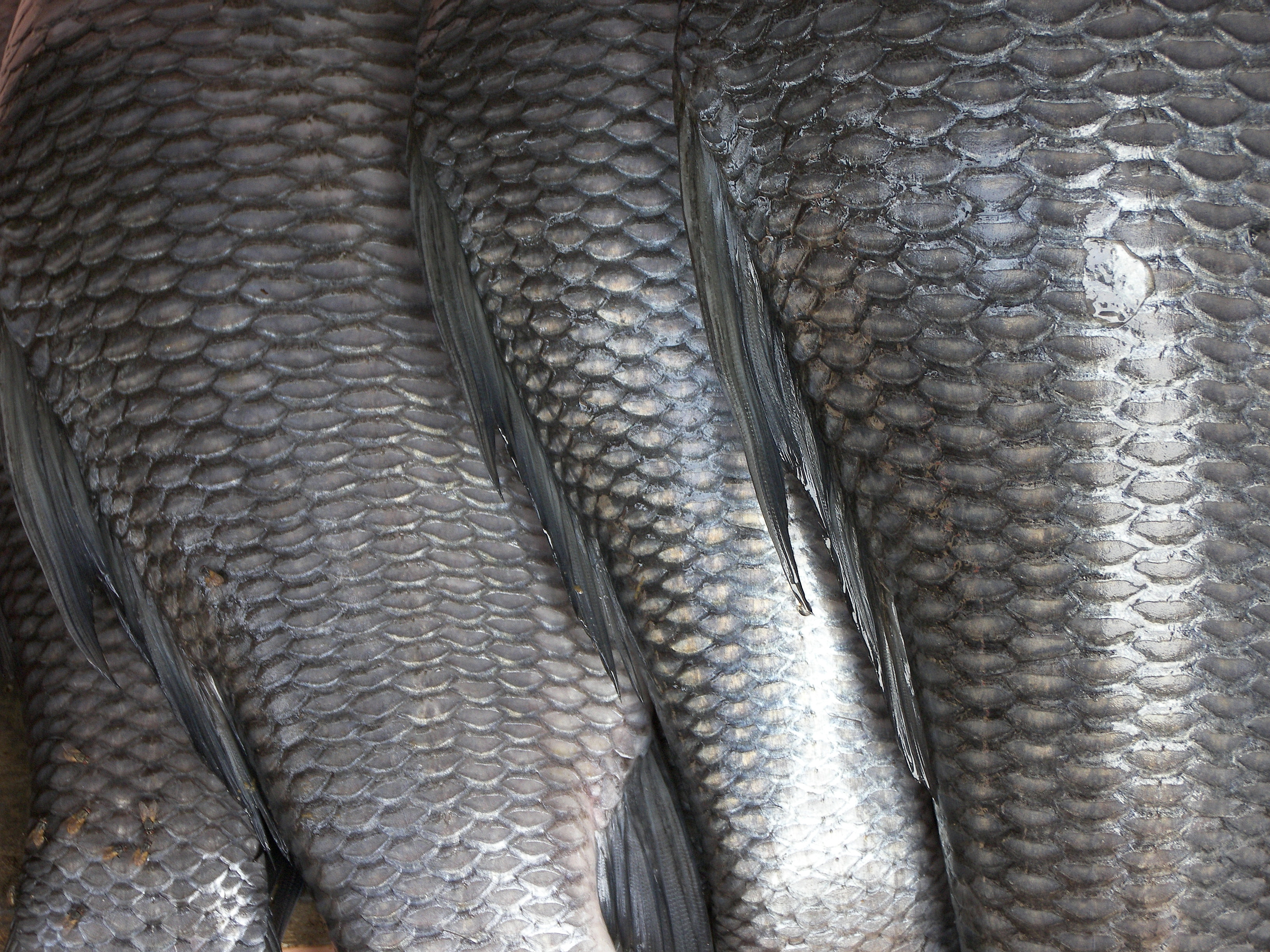
Escates de Labeo rohita

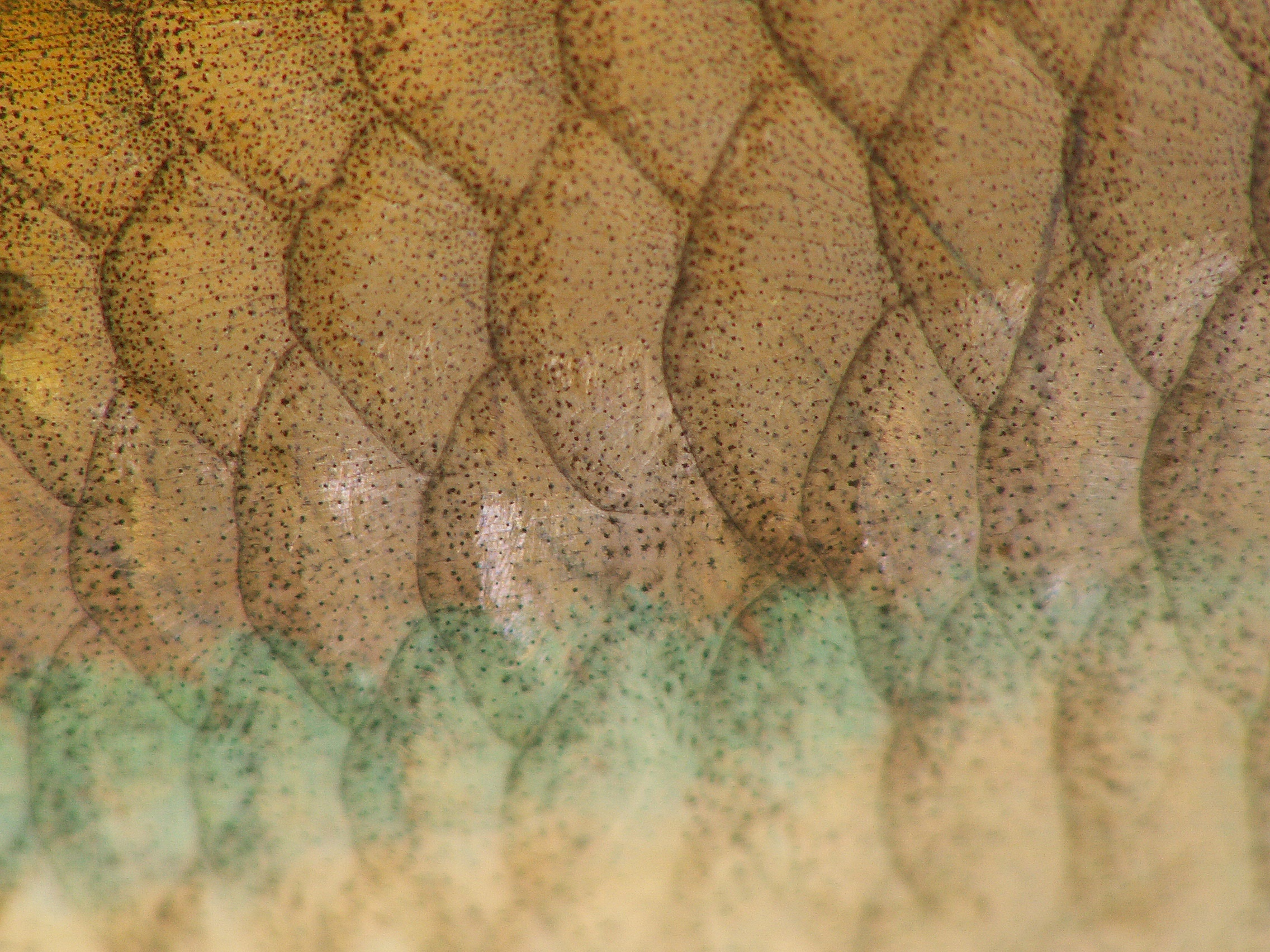
Escates de ródeus (Rhodeus amarus)

Línia lateral d'un tauró

El cos dels peixos es divideix en tres parts: el cap, el tronc amb el peduncle caudal (part estreta del cos del peix a la qual s'uneix la cua o aleta caudal) i la cua. Totes elles es troben recobertes per una pell composta per dues capes: l'exterior (epidermis) i la interior (dermis o cutis). La primera excreta una mucositat que redueix la resistència per fricció de l'aigua i constitueix una protecció contra els paràsits, les ferides i les infeccions. Entre la capa exterior i la interior es troben les escates (inserides en la dermis), encara que no tots els peixos en tenen. En els teleostis es troben les escates ctenoides (quadrades i amb la vora dentada) i les cicloides (rodones i amb la vora llisa). Les escames de la línia lateral (òrgan sensorial que segueix una línia des de l'opercle fins a l'inici de l'aleta caudal) es troben foradades i així permeten la recepció d'estímuls ambientals com diversos tipus d'ones i vibracions de l'aigua i la temperatura (perceben les diferències de pressió dins la línia lateral). El nombre d'escates de la línia lateral pot ésser útil per a reconèixer l'espècie. De vegades, les escates no sempre apareixen i, en el seu lloc, hi ha una mucositat que recobreix directament la pell i la protegeix (cas de les raboses i morenes) i en altres casos poden estar molt desenvolupades i prenen una gruixa considerable. Els elasmobranquis, en lloc d'escates tenen denticles dèrmics o escates placoides: per sota la pell hi ha la placa basal i sobresurt un ganxo dirigit cap enrere que confereix a la pell un tacte aspre. Aquesta estructura és homòloga a la de les dents.
Una altra peculiaritat referent a les escates és que creixen juntament amb el seu portador i, de manera similar als anells dels arbres, es pot saber l'edat dels peixos pels anells de les escates. El nombre d'escates d'una fila longitudinal i transversal és diferent en cada espècie de peix i mitjançant l'anomenada fórmula de retrocàlcul es pot identificar l'espècie. Aquesta fórmula informa sobre el nombre d'escates que hi ha en el sentit longitudinal de la línia lateral i les que hi ha entre aquesta i l'inici de l'aleta dorsal, o bé entre ella i la vora inferior del ventre.

### Boca

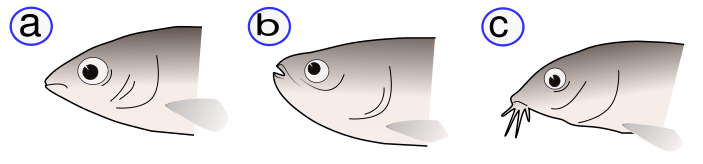
Tipus de boca de peix: A: terminal. B: súpera. C: ínfera.

La diferent posició dels maxil·lars fa que la boca dels peixos pugui ésser terminal, súpera, ínfera o protràctil. Quan ambdós són iguals, la boca és terminal; quan sobresurt la mandíbula, la boca és súpera; quan ho fa el maxil·lar, la boca és ínfera; i, quan els maxil·lars surten cap enfora, la boca és protràctil.

### Coloració
La coloració i els dibuixos dels peixos són deguts a la presència de pigments a la pell i a la irisació de la llum sobre les fines capes de creixement de les escates. Sobre la pell del peix hi ha una infinitat de cromatòfors —cèl·lules cromàtiques— que determinen el seu color. Cada una d'aquestes cèl·lules conté sempre un sol color i la coloració del peix es produeix per la interacció d'aquestes cèl·lules (en estendre's o contreure's els diferents pigments de les cèl·lules). També un canvi de la intensitat de la llum influeix en aquest procés afavorint el que alguns peixos puguin adaptar la seua coloració a les diferències de lluminositat i de l'entorn. Tant els peixos bentònics com els pelàgics presenten una coloració mimètica: els permet camuflar-se per passar desapercebuts als depredadors (defensa passiva) o per esperar el pas de la presa. Poden ajudar-se d'altres estructures morfològiques per camuflar-se i la coloració pot variar segons el sexe, l'hàbitat, l'edat i l'estat reproductor.

### Aparell respiratori

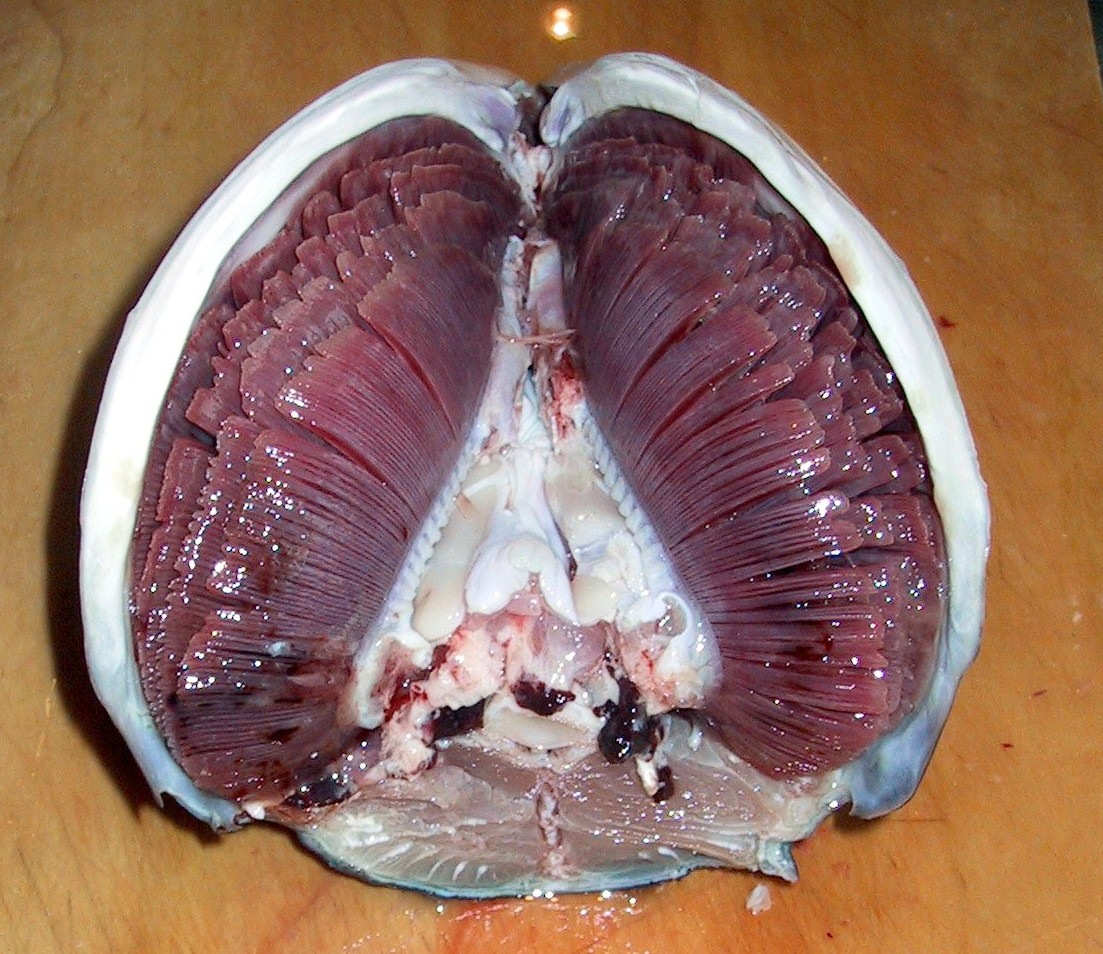
Brànquies d'una tonyina

En els peixos cartilaginosos apareixen a cada costat entre cinc i set fenedures branquials que es comuniquen, independentment una de l'altra, amb l'exterior. La primera, més petita, és l'espiracle. En els peixos ossis hi ha l'opercle: una peça òssia i plana que protegeix les brànquies que són les estructures relacionades amb la respiració.

## Comunicació

### Sons
Els peixos utilitzen diversos sons per comunicar-se, com els brunzits, xiulades, cops secs, grinyols, grunyits, grallats, batecs, tamborineig, cops, roncs, rumors i espetecs. La majoria compta amb un múscul ultraràpid que copeja rítmicament sobre la bufeta natatòria. També poden produir sons per l'estridulació o fricció d'elements ossis, en moure els seus tendons o fent passar aire a través de cavitats corporals.
Des de la Universitat d'Auckland el professor Ghazali va assegurar que els peixos es comuniquen quan tenen necessitat d'espantar els depredadors, quan busquen apariar-se i quan necessiten orientar-se.
En uns certs aspectes, la capacitat auditiva dels peixos supera a la humana. La majoria dels peixos senten els sons que es produeixen en el rang dels 50 als 3.000 hertzs (Hz), espectre que se situa dins del dels humans, més ampli, que va des dels 20 als 20.000 Hz. No obstant això, estudis exhaustius duts a terme tant en captivitat com en llibertat han documentat una sensibilitat als ultrasons que se situa en el rang d'audició de les ratapinyades: fins a 180.000 Hz.

### Orina
Mitjançant l'olfacte, els peixos són capaços de comunicar-se mitjançant unes substàncies químiques que hi ha a l'orina. Utilitzen aquest mètode de comunicació per buscar menjar i parella, per identificar el perill i per tornar a la seva casa. També l'utilitzen per a la convivència, ja que alguns creuen que, com els mamífers, usen l'orina per marcar el seu territori. Quan veuen un peix al que poden considerar un rival, s’hi apropen mentre deixen un rastre d'orina, de manera que aquestes comunicacions es desenvolupen amb interaccions bastant agressives.
- Experiment

Això va ser comprovat mitjançant un experiment fet per la Universitat de Berna, que consistia a separar els peixos Neolamprologus pulcher de diferents mides, per analitzar la comunicació entre rivals, en dos tancs separats per un cristall. El primer tanc tenia uns forats que permetien el pas de l'aigua, mentre que l'altre la seva placa separadora no en tenia cap, de forat. Aleshores van afegir un tipus de substància de color blau per tenyir l'orina i així poder mesura-la i observar-la.
Aleshores, quan els peixos es veien entre ells, nedaven cap al cristall i començaven a orinar. Al tanc que tenia els forats, com l'orina podia passar, els peixos rebien la informació de l'altre, permetent poder veure’ls amb una nova llum, i s’observava que els més petits reduïen la seva agressivitat i es mostraven més dòcils. En l'altre cas, com l'orina no podia passar del cristall, els peixos alliberaven quantitats més grans d'orina per la manca de resposta de l'altre, i no canviaven el seu comportament.

### Un cas particular
A la revista Science Daily s’ha publicat un estudi que mostra una manera molt particular que tenen els peixos pallasso per comunicar-se. Aquests peixos, en la part de l'ull que mira cap endavant, els fotoreceptors detecten una combinació de llum violeta i llum ultraviolada. Sembla que els peixos pallasso han desenvolupat aquesta capacitat gràcies a diferents factors: primer, el fet que viuen a prop de la superfície, on la llum ultraviolada penetra més fàcilment; segon, perquè viuen en harmonia amb les anemones, les quals utilitzen aquest rajos UV per créixer; i la tercera, el plàncton, la seva dieta alimentària, absorbeix aquesta llum ultraviolada, fent que en el camp de visió dels peixos pallasso apareguin uns punts negres amb els quals faciliten la seva localització.
També els serveix per distingir els peixos de la seva mateixa família. Les seves línies blanques reflecteixen la llum ultraviolada, així que els és fàcil poder reconèixer-los entre ells.

## Malalties
Igual que altres animals, els peixos pateixen de malalties i paràsits. Per prevenir les malalties tenen una varietat de defenses. Les defenses «no específiques» inclouen la pell i les escates, així com la capa de mucus secretat per l'epidermis, que atrapa i inhibeix el creixement dels microorganismes. Quan els patògens trenquen aquestes defenses, els peixos poden desenvolupar una resposta inflamatòria que augmenta el flux sanguini a la zona infectada i lliura glòbuls blancs que tracten de destruir els agents patògens. Les defenses específiques responen als patògens particulars identificats al cos del peix, és a dir, una resposta immunitària. Als últims anys, les vacunes han estat àmpliament utilitzats en l'aqüicultura i amb els peixos ornamentals, per exemple, vacunes contra la furunculosi en la cria del salmó.
Algunes espècies fan servir peixos netejadors per eliminar els paràsits externs. El més conegut d'aquests són els làbrid netejador del gènere Labroides que se troba als esculls de coral de l'oceà Índic i l'oceà Pacífic. Aquests petits peixos organitzen les anomenades «estacions de neteja» on altres peixos es congreguen i fan moviments específics per atraure l'atenció dels netejadors. Els comportaments netejadors s'han observat en una sèrie de grups de peixos, incloent un cas interessant entre dues espècies del mateix gènere, el netejador Etroplus maculatus, i altre de més grand l'Etroplus suratensis.
La shewanel·losi és una malaltia produïda per Shewanella putrefaciens un bacteri gramnegatiu de la classe gammaproteobacteria que produeix a diferents espècies de peix d'aigua dolça letàrgiament, ulceracions, enfoscament en la pell i, hemorràgies en els ronyons i la melsa, aquest bacteri s'adhereix a la capa mucosa que cobreix la pell del peix essent la primera capa de defensa, aquesta afinitat pel mucus que recobreix la pell del peix es pot considerar un factor de virulencia.
D'altra banda, la clonorquiosi és una malaltia causada pel trematode Clonorchis sinensis, en la qual els peixos, concretament d'aigua dolça, formen part del cicle vital d'aquest paràsit, ja que són els segons hostes intermediaris. La gran majoria d'aquests hostes formen part de la família dels ciprínids.

## Classificació
Els peixos són un grup parafilètic: això vol dir que qualsevol clade que contingui tots els peixos també contindrà tots els tetràpodes, que no són peixos. Per aquesta raó, grups com l'antiga classe Pisces ja no es fan servir en classificacions formals.
Els peixos són classificats en els següents grans grups:
- Hyperoartia
  - Petromyzontidae
- Pteraspidomorphi
- Thelodonti
- Anaspida
- Cephalaspidomorphi
  - Galeaspida
  - Pituriaspida
  - Osteostraci
- Gnathostomata
  - Placodermi
  - Chondrichthyes
  - Acanthodii
  - Osteichthyes
    - Actinopterygii
    - Sarcopterygii
      - Actinistia
      - Dipnoi

## Estat de conservació

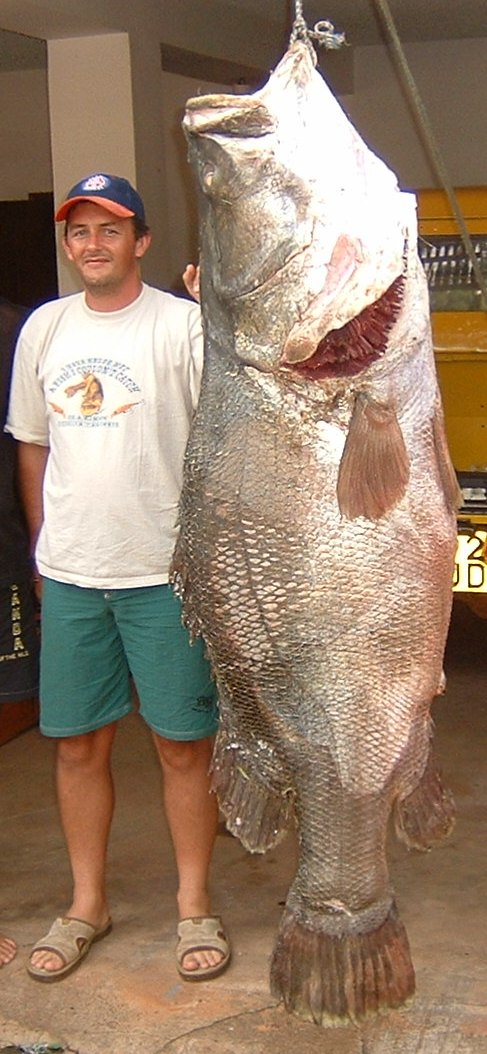
Perca del Nil (Lates niloticus)

La Unió Internacional per a la Conservació de la Natura (UICN) en la seva llista d'espècies animals en perill d'extinció de l'any 2006, assenyala 1.173 espècies de peixos en perill d'esdevenir extintes a curt termini. S'hi inclouen espècies com el bacallà (Gadus morhua), el celacant (Latimeria chalumnae) o el tauró blanc (Carcharodon carcharias). A diferència de les plantes i dels animals terrestres, els peixos viuen dins de l'aigua i aquest fet comporta una dificultat afegida per obtenir-ne dades i avaluar-ne l'estat de conservació. Tanmateix, sembla que els peixos d'aigua dolça són els més amenaçats perquè, sovint, viuen en zones relativament petites. Així, a tall d'exemple, el diminut Cyprinodon diabolis només viu en un petit bassal de 3 per 6 m a Nevada (Estats Units).

### Sobrepesca
En el cas dels peixos comestibles, com ara el bacallà o la tonyina, una de les seues principals amenaces és la sobrepesca. La sobrepesca provoca el col·lapse de les poblacions de peixos perquè la població piscícola no es pot reproduir suficientment ràpid per a substituir els individus capturats per la pesca. Un cas ben estudiat d'aquest problema és el d'un tipus de sardina del Pacífic, Sardinops sagax, pescada davant de les costes de Califòrnia: l'any 1937 se'n pescaven 790.000 tones, mentre que el 1968 les captures ja havien davallat a les 24.000 tones, moment en què se'n va aturar la pesca perquè ja no resultava econòmicament rendible i no pas perquè l'espècie s'hagués extingit. D'ací la necessitat evident d'equilibrar la conservació de les espècies piscícoles amb la preservació dels mitjans de subsistència dels pescadors. En llocs com a Escòcia, Terranova i Alaska, la indústria pesquera genera molts llocs de feina, per la qual cosa els governs respectius són els principals interessats en la recerca d'un equilibri entre la conservació de les poblacions de peixos i el manteniment de la vàlua econòmica de la pesca comercial. D'altra banda, científics, ecòlegs i moviments conservacionistes aposten per mesures més estrictes de protecció de les poblacions de peixos, ja que en podrien desaparèixer moltes en un termini de cinquanta anys al ritme actual de la pesca comercial.

### Destrucció de l'hàbitat
Un altre problema compartit pels ecosistemes marins i els d'aigua dolça és la degradació dels hàbitats pels efectes de la contaminació de l'aigua, la construcció d'embassaments, l'extracció d'aigua per a la seua utilització pels éssers humans i la introducció d'espècies exòtiques. Un exemple de peix que es troba en perill d'extinció a causa d'això és un tipus d'esturió de nord-amèrica, Scaphirhynchus albus, que pateix les modificacions introduïdes als rius on viu a causa de diferents activitats humanes.

### Introducció d'espècies exòtiques
La introducció d'espècies exòtiques s'ha produït en una gran varietat de llocs i per moltes raons diferents. Un dels casos millor estudiats (i més greus) fou la introducció de la perca del Nil (Lates niloticus) al llac Victòria. Des de la dècada de 1960 aquest peix ha anat exterminant progressivament les 500 espècies de cíclids que només es trobaven en aquest llac africà. Algunes d'aquestes espècies ara només sobreviuen en programes de cria en captivitat mentre que d'altres són, amb molta probabilitat, extintes. La carpa comuna (Cyprinus carpio), la tilàpia del Nil (Oreochromis niloticus), la perca de riu (Perca fluviatilis), la truita de riu (Salmo trutta), la llampresa de mar (Petromyzon marinus) i la truita arc de Sant Martí (Oncorhynchus mykiss) són altres exemples de peixos que han causat problemes en hàbitats diferents als seus habituals.

## Aspectes culturals[calcitació]

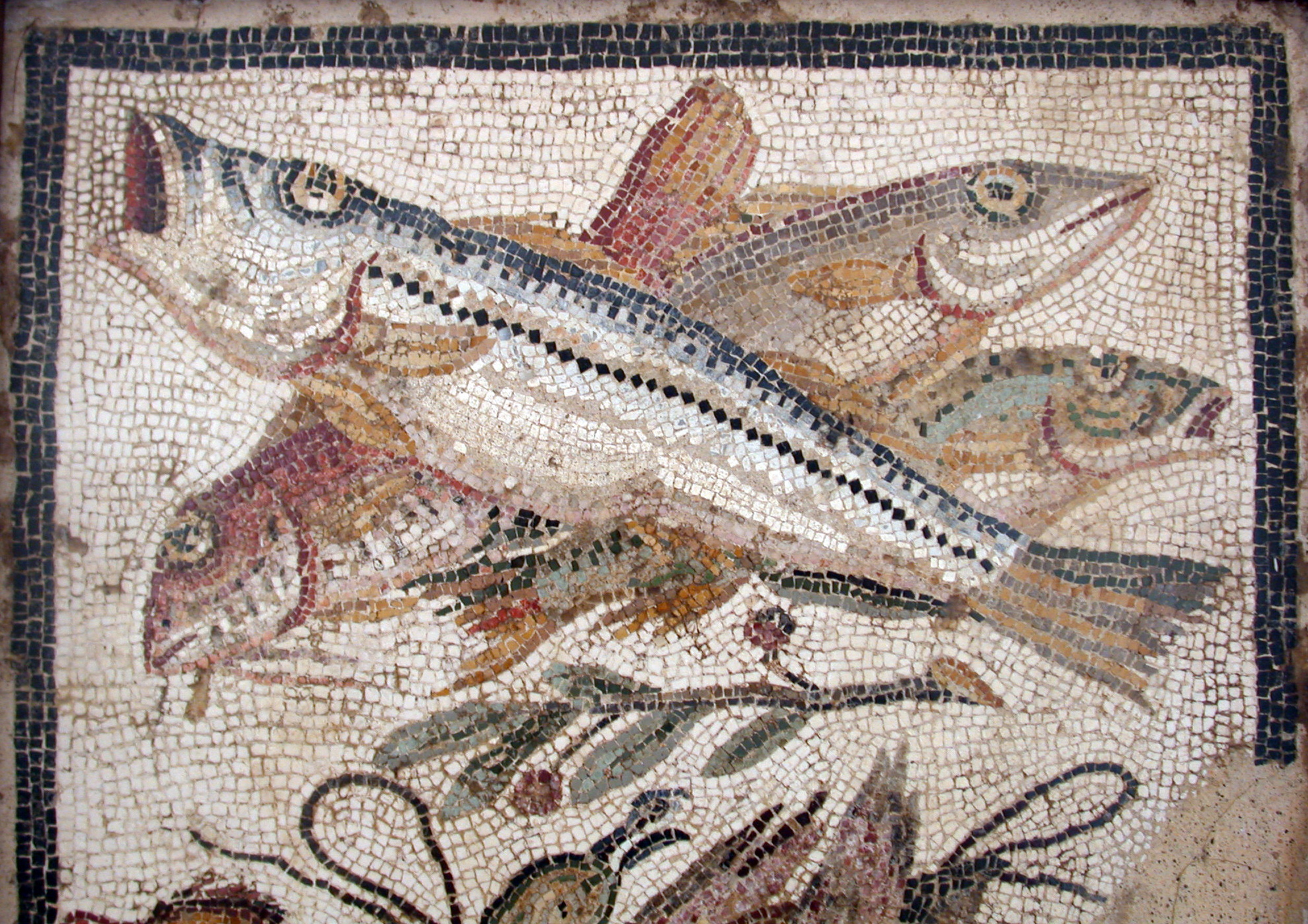
Mosaic trobat a Pompeia.

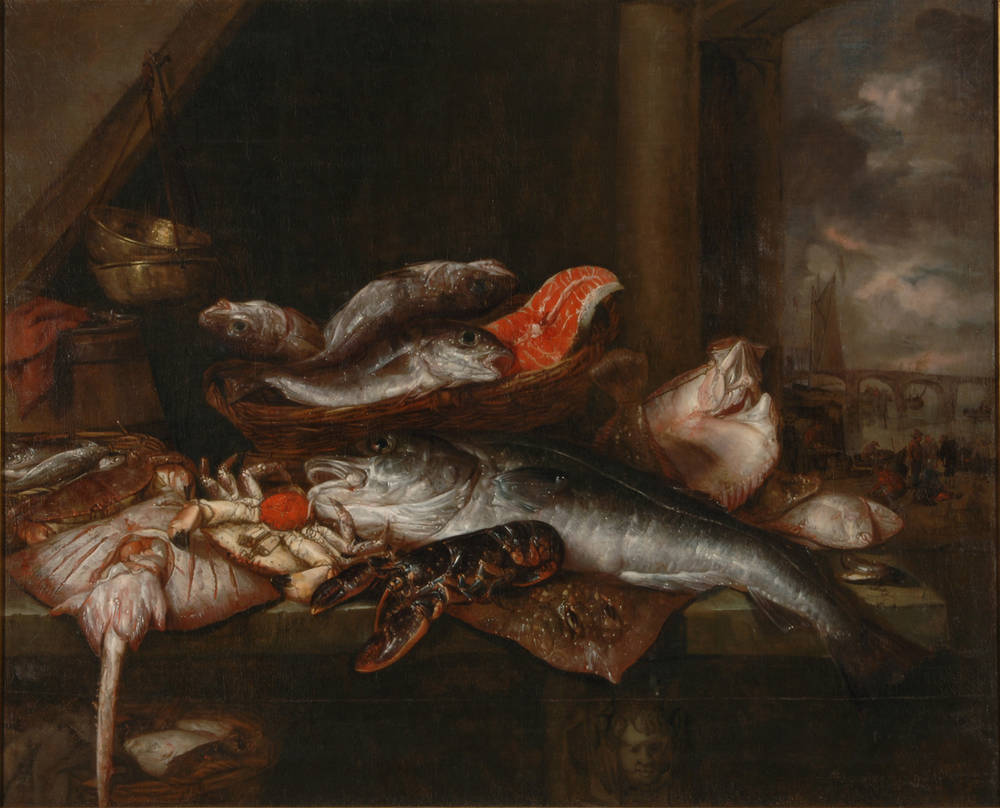
Banc de peixos (obra d'Abraham van Beijeren, circa 1650)

- El peix era un símbol antic per identificar els cristians (Ichthys) i era símbol de l'eucaristia[44]
- El peix és el símbol de Piscis, el signe zodiacal i la constel·lació de Peixos
- Durant els períodes d'abstinència religiosa no es pot menjar carn, que se substitueix pel peix
- El peix és un element indispensable de la dieta mediterrània[45]
- És un signe de suport al creacionisme.
- En la mitologia, la fusió entre humans i peixos dona lloc a diversos monstres, com la sirena.
- A l'edat mitjana era signe de luxúria i pecat, com tots els animals amb escates.
- Per al budisme s'identifica amb l'absència de patiment (el peix no té por de negar-se, tal com la persona no sucumbeix al mar del dolor).
- S'associa a diverses divinitats, entre les quals destaquen Hathor i Tritó.
- El peix bisbe és un ésser fantàstic híbrid d'humà i peix de l'edat moderna.